# Jevgeņijs Kazačoks
Jevgeņijs Kazačoks (Liepāja, 12 agosto 1995) è un calciatore lettone, centrocampista del St. Johann.

## Carriera

### Club
Ha giocato nella prima divisione lettone.

### Nazionale
Ha giocato nelle nazionali giovanili lettoni Under-17, Under-19 ed Under-21.
Tra il 2017 ed il 2018 ha giocato complessivamente 8 partite con la nazionale maggiore lettone.

## Palmarès

### Club

#### Competizioni nazionali
- Campionato lettone: 2

Spartaks Jūrmala: 2016, 2017